# Samppa Lajunen
Samppa Kalevi Lajunen né le 23 avril 1979 à Turku, est un spécialiste finlandais du combiné nordique. 

## Biographie
Samppa Lajunen fait ses débuts internationaux durant l'hiver 1995-1996, prenant son premier départ en Coupe du monde à Falun où il se classe onzième. La saison suivante, il monte sur le podium dès l'épreuve d'ouverture à Rovaniemi (deuxième) avant de connaitre son premier succès trois courses plus tard à Schonach. Il finit cette édition de la Coupe du monde en tête au classement général, devenant le premier Finlandais à obtenir ce titre. Il est aussi médaillé d'argent par équipe à sa première participation aux Championnats du monde. Lors des Jeux olympiques de Nagano 1998, il décroche deux médailles d'argent, l'une avec ses coéquipiers du relais et l'autre à l'épreuve individuelle.
En 1999, il fait partie du quatuor Finlandais champion du monde par équipe et est aussi vice-champion du monde en individuel.
Aux Jeux olympiques de Salt Lake City 2002, Lajunen remporte successivement les titres olympiques, sur l'épreuve individuelle Gundersen (15 km), l'épreuve par équipe et le sprint, ce qui fait de lui l'athlète le plus décoré en combiné nordique aux Jeux olympiques.
Il a mis fin à sa carrière à 24 ans après la saison 2003-2004 après avoir quasiment tout gagné dans sa discipline, pour reprendre ses études en économie. Il entreprend ensuite une carrière musicale.

## Palmarès

### Jeux olympiques d'hiver
| Épreuve / Édition | Nagano 1998 | Salt Lake City 2002 |
| Individuel        | Argent      | Or                  |
| Sprint            |             | Or                  |
| Par équipes       | Argent      | Or                  |

### Championnats du monde
| Épreuve / Édition | Épreuve / Édition | Trondheim 1997                   | Ramsau 1999 | Lahti 2001 | Val di Fiemme 2003 |
| ----------------- | ----------------- | -------------------------------- | ----------- | ---------- | ------------------ |
| Sprint            | Sprint            | Épreuve inexistante à cette date | 5e          | Argent     | 8e                 |
| Gundersen         | Gundersen         |                                  | Argent      | Argent     | Bronze             |
| Par équipes       | Par équipes       | Argent                           | Or          | Bronze     | Bronze             |

### Coupe du monde
- Vainqueur de la Coupe du monde en 1997 et 2000.
- 55 podiums individuels : 20 victoires, 24 deuxièmes places et 11 troisièmes places.
- 3 podiums par équipes dont 3 victoires.

#### Différents classements en Coupe du monde
| Année     | Classement général final |
| 1995-1996 | 36e                      |
| 1996-1997 | 1er                      |
| 1997-1998 | 8e                       |
| 1998-1999 | 5e                       |
| 1999-2000 | 1er                      |
| 2000-2001 | 5e                       |
| 2001-2002 | 3e                       |
| 2002-2003 | 5e                       |
| 2003-2004 | 3e                       |

#### Détail des victoires individuelles
| Saison    | Victoires |
| 1996-1997 | Schonach (IN 15 km), Val di Fiemme (IN 15 km) |
| 1997-1998 | Rovaniemi (SP 7,5 km) |
| 1998-1999 | Chaux-Neuve (IN 15 km), Lahti (IN 15 km) |
| 1999-2000 | Vuokatti (SP 7,5 km), Steamboat Springs (SP 7,5 km), Oberwiesenthal (SP 7,5 km), Val di Fiemme (IN 15 km), Breitenwang (SP 7,5 km), Nozawaonsen (SP 7,5 km), Chaux-Neuve (IN 15 km), Saint-Moritz / Santa Caterina di Valfurva (IN 15 km) |
| 2001-2002 | Štrbské Pleso (SP 7,5 km), Lahti (IN 15 km), Lahti (SP 7,5 km), Trondheim (SP 7,5 km) |
| 2002-2003 | Harrachov (IN 15 km), Ramsau am Dachstein (SP 7,5 km) |
| 2003-2004 | Nayoro (IN 15 km) |

légende :
 IN : individuel Gundersen 
 SP : sprint  